# Loures
Loures ist eine Stadt in Portugal. Der Kreis Loures grenzt an die Hauptstadt Lissabon. Am 4. Oktober 1910 wurde hier die Republik ausgerufen, einen Tag vor der offiziellen Ausrufung. Überregional bekannt ist der seit 1934 hier gefeierte Karneval.

## Geschichte
Insbesondere Antas, belegen eine vorgeschichtliche Besiedlung. Während der Zeit des arabischen al-Andalus unterhielten die Mauren hier eine Siedlung, bis zu ihrer Vertreibung durch die Reconquista im 12. Jahrhundert. Das Gebiet gehörte seither zu Lissabon und war ein Lufterholungsort adliger Familien, etwa während der Pestepidemien. Der eigenständige Kreis Loures wurde am 26. Juli 1886 eingerichtet, durch Zusammenführung von Gemeinden, die aus den inzwischen aufgelösten Kreisen Olivais und Belém ausgegliedert wurden. Am 4. Oktober 1910 wurde am Rathaus von Loures die republikanische Flagge Portugals gehisst und vom Revolutionsrat (port.: Junta Revolucionária) die Erste Portugiesische Republik ausgerufen, einen Tag vor der offiziellen Ausrufung. Die bisherige Kleinstadt (Vila) Loures wurde 1990 zur Stadt (Cidade) erhoben.

## Verwaltung

### Kreis Loures
Loures ist Verwaltungssitz eines gleichnamigen Kreises (Concelho). Am 19. April 2021 hatte der Kreis 201.590 Einwohner auf einer Fläche von 167,2 km².
Die Nachbarkreise sind (im Uhrzeigersinn im Norden beginnend): Arruda dos Vinhos, Vila Franca de Xira, das Delta des Tejo, Lissabon, Odivelas, Sintra sowie Mafra.
Mit der Gebietsreform im September 2013 wurden mehrere Gemeinden zu neuen Gemeinden zusammengefasst, sodass sich die Zahl der Gemeinden von zuvor 18 auf zehn verringerte.
Die folgenden Gemeinden (Freguesias) liegen im Kreis Loures:

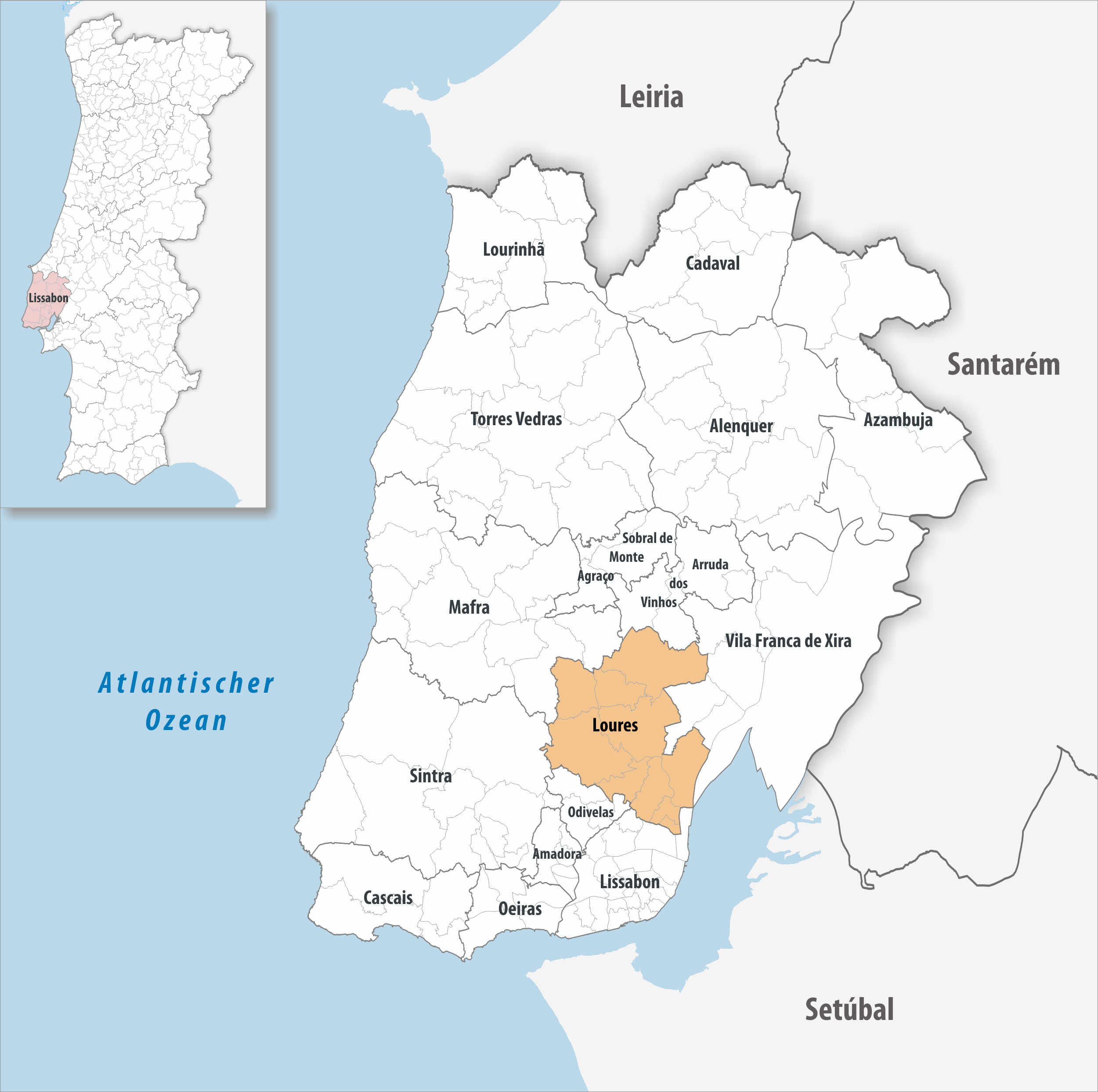
Kreis Loures

Die Freguesias von Loures

| Gemeinde                                          | Einwohner (2021) | Fläche km² | Dichte Einw./km² | LAU- Code |
| ------------------------------------------------- | ---------------- | ---------- | ---------------- | --------- |
| Bucelas                                           | 4.802            | 33,97      | 141              | 110702    |
| Camarate, Unhos e Apelação                        | 33.505           | 11,57      | 2.897            | 110731    |
| Fanhões                                           | 2.639            | 11,63      | 227              | 110705    |
| Loures                                            | 30.254           | 32,81      | 922              | 110707    |
| Lousa                                             | 3.216            | 16,52      | 195              | 110708    |
| Moscavide e Portela                               | 20.922           | 1,66       | 12.632           | 110726    |
| Sacavém e Prior Velho                             | 24.672           | 3,89       | 6.350            | 110727    |
| Santa Iria de Azoia, São João da Talha e Bobadela | 44.453           | 17,59      | 2.527            | 110728    |
| Santo Antão e São Julião do Tojal                 | 8.605            | 28,41      | 303              | 110729    |
| Santo António dos Cavaleiros e Frielas            | 28.522           | 9,20       | 3.101            | 110730    |
| Kreis Loures                                      | 201.590          | 167,25     | 1.205            | 1107      |

### Bevölkerungsentwicklung
Insbesondere durch den Zuzug im Verlauf der industriellen Entwicklung, verstärkt durch die EFTA-Gründung 1960, wuchs die Bevölkerung im Kreis deutlich.
| 1890   | 1900   | 1910   | 1920   | 1930   | 1940   | 1950   | 1960    | 1970    | 1981    | 1991    | 2001    | 2011    |
| 18.219 | 22.325 | 26.274 | 26.684 | 29.014 | 35.060 | 50.440 | 102.184 | 166.550 | 276.467 | 322.158 | 199.059 | 205.577 |

### Kommunaler Feiertag
- 26. Juli

### Städtepartnerschaften
- Kap Verde: Maio (seit 1993)
- Portugal: Armamar (seit 1993)
- Mosambik: Matola (seit 1996)
- Indien: Diu (seit 1998)[7]

Außerdem befindet sich Loures in einer Städtefreundschaft mit Grevesmühlen in Mecklenburg-Vorpommern.

## Söhne und Töchter der Stadt
- Baltasar Barreira (1538–1612), jesuitischer Missionar in Afrika, insbesondere in Angola
- Félix Avelar Brotero (1744–1828), Botaniker und Hochschullehrer
- Luís António Furtado de Castro do Rio de Mendonça e Faro (1754–1830), Kolonial-Gouverneur in Minas Gerais, Mitglied der portugiesischen Kommission des General Junot 1808 an Napoleon während der französischen Invasionen Portugals
- Marcos Romão dos Reis Júnior (1917–2000), Musiker und Komponist, Leiter des portugiesischen Marineorchesters
- Alfredo Dinis (1917–1945), kommunistischer Widerstandskämpfer gegen das Estado-Novo-Regime
- Fernando Real (1923–2006), Politiker, Umweltminister im Kabinett Cavaco Silva II
- José da Cruz (1923–2006), Frisör und Zauberkünstler, Vater von Irene Cruz und Henriqueta Maya
- Eduardo Gageiro (* 1935), Fotograf
- Irene Cruz (* 1943), Schauspielerin, Schwester der Henriqueta Maya
- Henriqueta Maya (* 1945), Schauspielerin, Schwester der Irene Cruz
- Jerónimo de Sousa (* 1947), Politiker, Generalsekretär der Kommunistischen Partei Portugals
- Júlio Pereira (* 1953), Musiker und Komponist
- Eduardo Luís Marques Kruss Gomes (* 1955), ehemaliger Fußballspieler und Fußballtrainer
- Rosa Villa (* 1963), Schauspielerin
- Nuno Távora (* 1976), Schauspieler
- Cláudia Vieira (* 1979), Model und Schauspielerin
- Rita Redshoes (* 1981), Musikerin
- António Alberto Bastos Pimparel „Beto“ (* 1982), Fußball-Torwart
- Hugo Miguel Carolo da Silva (* 1985), Fußballspieler
- Tiago Alexandre Carvalho Gonçalves (* 1989), Fußballspieler
- Tiago Manuel Dias Correia „Bébé“ (* 1990), Fußballspieler

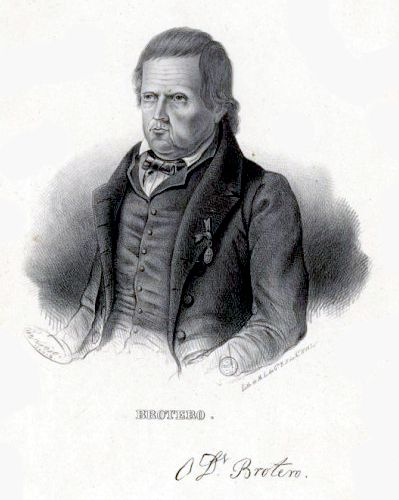
Félix de Avelar Brotero
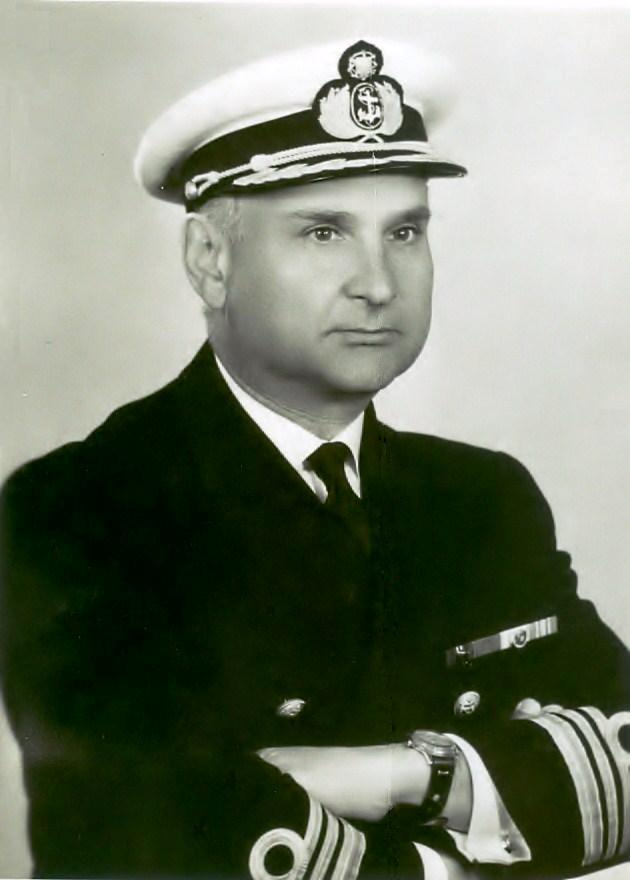
Marcos Romão
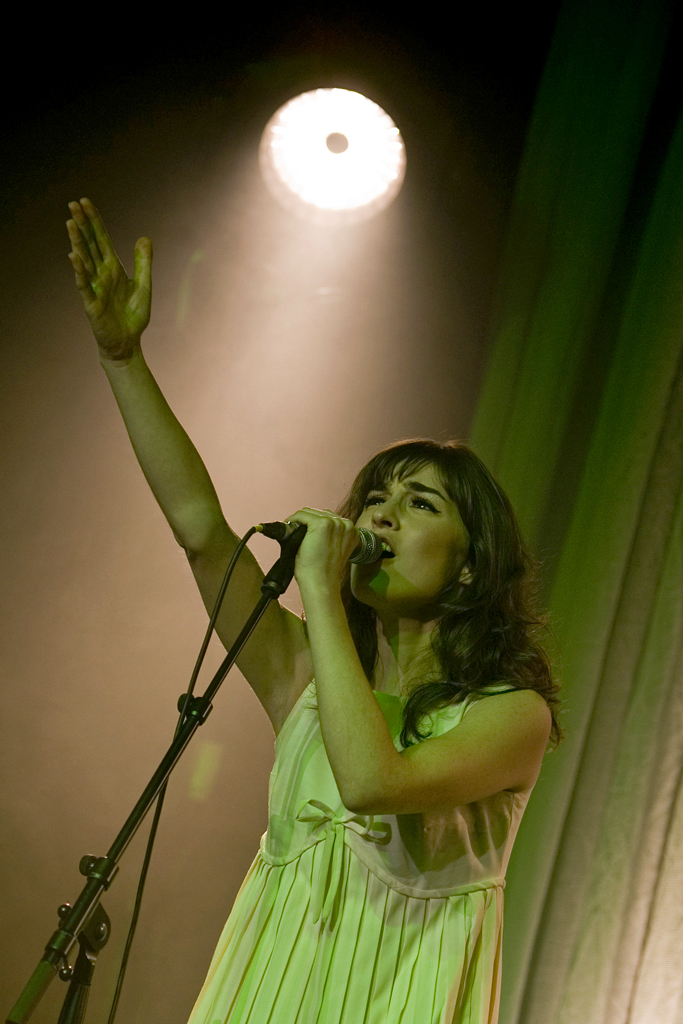
Rita Redshoes
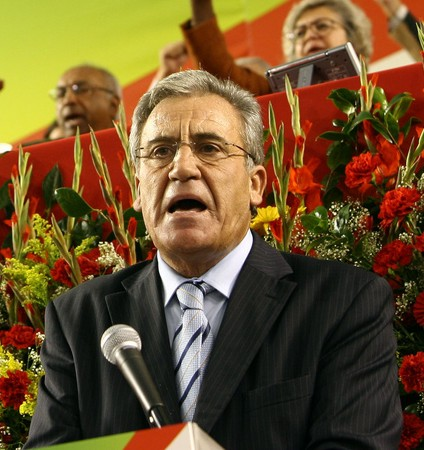
Jerónimo de Sousa
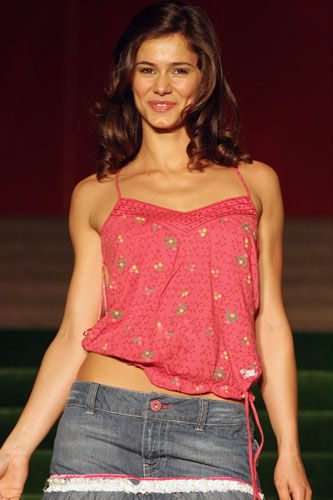
Cláudia Vieira (Portugal Fashion 2005)
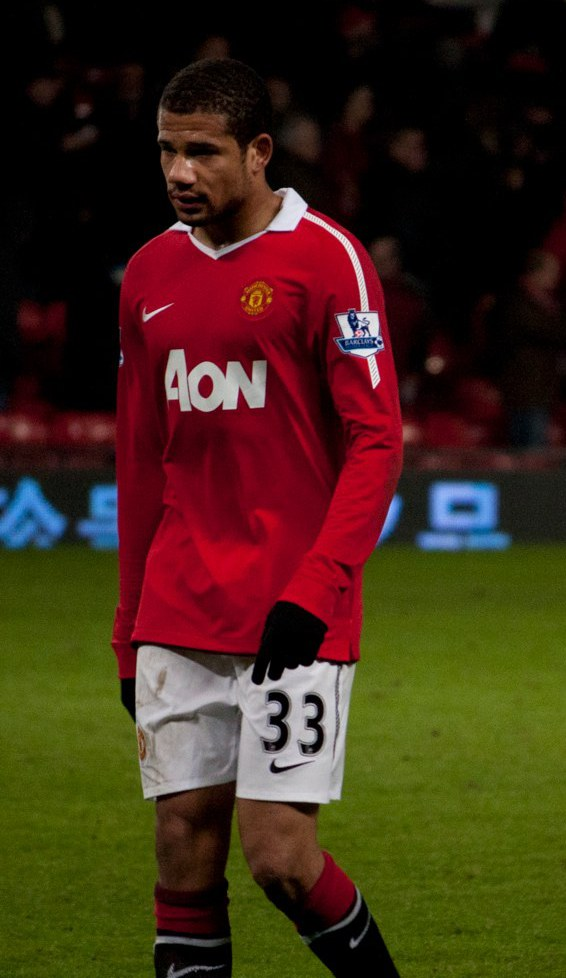
Bébé (Tiago M. D. Correia) bei Manchester United